# The Poisoned Kiss
The Poisoned Kiss és una òpera en tres actes composta el 1929 per Ralph Vaughan Williams sobre un llibret en anglès d'Evelyn Sharp, basat en The Poison Maid de Richard Garnett. Es va estrenar el 12 de maig de 1936 al Cambridge Arts Theatre de Cambridge, dirigida per Cyril Rootham.